# Coup de foudre à Noël
Pour plus de détails, voir Fiche technique et Distribution.
Coup de foudre à Noël est un téléfilm de Noël comico-romantique français réalisé par Arnauld Mercadier, diffusé, pour la première fois, en Belgique, le 14 décembre 2017 sur La Une, puis, en France, le 18 décembre 2017 sur TF1. À partir du 27 octobre 2020, le téléfilm est disponible sur Netflix. Il fait partie de la collection  Coup de foudre à .... Ce téléfilm a été tourné en Laponie.

## Synopsis
Charlotte Martron, administratrice judiciaire, est envoyée en Suède pour fermer une petite entreprise de jouets en bois. Là-bas, elle rencontre Martial, un chef d'entreprise qui essaie  de jongler entre ses neveux et son entreprise. Charlotte, qui doit être rentrée pour Noël, risque de s'attacher assez vite à Martial, elle qui ne croit plus en l'amour depuis longtemps.

## Fiche technique
- Titre original : Coup de foudre à Noël
- Réalisation : Arnauld Mercadier
- Scénario : Amanda Sthers et Patrick Renault
- Décors :
- Photographie :
- Son :
- Montage :
- Production :
- Sociétés de production : Big Band Story ; TF1 Productions (coproduction)
- Société de distribution : TF1 Diffusion
- Pays d'origine :  France
- Langues originales : français
- Format : couleur
- Genre : comédie romantique
- Durée : 90 minutes
- Date de diffusion :
  -  Belgique : 14 décembre 2017 sur La Une
  -  France : 18 décembre 2017 sur TF1

## Distribution[1]
- Julie de Bona : Charlotte Marton
- Tomer Sisley : Martial
- Malonn Lévana : Émilie
- Giorgio Maietto : Max
- Dorothée Jemma : Madame Potus
- Erik Svane : Brahe Jörgensen
- Gianni Giardinelli : Antoine
- William Robquin : Niels
- Janicke Askevold : Anna
- Christian Bouillette : le Père Noël
- Mirka Valova : la Mère Noël
- Anaïs Delva : Fanny
- Louisy Joseph : Johanna
- Laurent Spielvogel : Le patron de Charlotte
- Oussama Kheddam : Ouassim
- Ivan Mathias Petersson : Bjorn
- Luca Nils Mertel : Réceptionniste

## Production

### Développement
Le téléfilm fait partie de la collection Coup de foudre à ... mais il ne s'agit pas d'une suite du téléfilm Coup de foudre à Jaipur diffusé en 2016 sur TF1. D'après Julie de Bona, le téléfilm devait s'appeler Coup de foudre en Laponie mais le titre fut modifié pour mieux le lier à Noël.

### Tournage
Le tournage en Laponie s'est fait dans des conditions extrêmes, avec des températures descendant jusqu'à -27 °C. Julie de Bona a enchaîné le tournage du Tueur du lac à Annecy avec celui-ci. Elle explique à Télépro : « Je finissais le tournage du Tueur du lac à Annecy le vendredi, dans une ambiance thriller, sombre, dramatique... et dès le lundi, je débutais la comédie romantique Laponie. »

## Accueil

### Accueil
Le magazine belge Moustique constate, lors de sa première diffusion, que « les Français se risquent rarement dans le versant classique - et neuneu - du téléfilm de Noël à l'américaine [aux] codes très précis ». Ici, d'après le journaliste, « tous les codes sont respectés, c'est mignon, familial, bien ficelé, avec un humour à la française débarrassé de sarcasme ». Deux ans plus tard, lors de sa rediffusion, le même journaliste confirme : « Pour une fois une fiction française a su tenir la distance » même si « ce n'est pas ici qu'il faut chercher la qualité scénaristique ou visuelle du Bazar de la Charité ou même un soupçon de vraisemblance ».

### Audience
Coup de foudre à Noël est diffusé le 18 décembre 2017 sur TF1 sous les yeux des 6,4 millions de téléspectateurs, en France, jusqu'à la fin du générique, pour une part d'audience de 25,3 %.